# Königskleidervogel
Der Königskleidervogel (Drepanis pacifica), auch als Mamo bezeichnet, ist eine ausgestorbene Vogelart aus der Tribus der Kleidervögel. Er war auf der Insel Hawaiʻi endemisch.

## Merkmale
Der Königskleidervogel erreichte eine Größe von 23 Zentimetern. Der große Schnabel war sichelförmig gebogen. Unterschiede zwischen den Geschlechtern sind nicht bekannt. Das Gefieder war überwiegend glänzend schwarz. Der Hinterrücken, der Bürzel, die Oberschwanzdecken, die oberen Flanken und die Oberschenkel waren glänzend goldgelb. Die Randdecken bildeten eine gelbliche Vorderkante oberhalb und unterhalb der Flügel. Die übrigen Unterflügeldecken waren gelblich-weiß. Die großen oberen Handdecken waren weiß. Die Alula war schwarz mit einer weißen Mitte. Die Handschwingen, die Armschwingen und die Schirmfedern waren bräunlich-schwarz. An den Außenpartien der Außenfahnen wurde die Färbung grau. Alle, außer den vier äußeren Schwanzfedern, waren bräunlich-schwarz mit weißlichen Flecken nahe der Spitze. Der Schnabel und die Beine waren dunkel bräunlich-schwarz.

## Aussterben
Der Königskleidervogel war wegen seiner prächtigen gelben Federn sehr begehrt und ihm wurde stark nachgestellt. Die Vögel wurden mit Schlingen, Vogelleim oder mit der bloßen Hand gefangen. Die Jäger ahmten die Stimme der Kleidervögel nach und konnten somit die zutraulichen Vögel leicht anlocken und fangen. Es ist nicht bekannt, ob die Kleidervögel getötet oder freigelassen wurden, nachdem die gelben Federn ausgerupft waren. Vermutlich wurde der Königskleidervogel auch für Nahrungszwecke verwendet. Um 1880 wurden zwölf Exemplare an einem einzigen Tag mit der Schrotflinte geschossen. Der letzte Fang eines lebenden Exemplars erfolgte 1892 für den Vogelsammler Henry Palmer. Die letzte Sichtung war 1898 durch Henry W. Henshaw.